# Солсбері (Нью-Гемпшир)
Солсбері (англ. Salisbury) — місто (англ. town) в США, в окрузі Меррімак штату Нью-Гемпшир. Населення — 1422 особи (2020).

## Демографія
Згідно з переписом 2010 року, у місті мешкали 1382 особи в 513 домогосподарствах у складі 388 родин. Було 598 помешкань
Расовий склад населення:
| - 96,9 % — білих - 0,3 % — азіатів - 0,2 % — корінних американців - 0,1 % — чорних або афроамериканців |

До двох чи більше рас належало 2,5 %. Частка іспаномовних становила 0,8 % від усіх жителів.
За віковим діапазоном населення розподілялося таким чином: 24,6 % — особи молодші 18 років, 61,7 % — особи у віці 18—64 років, 13,7 % — особи у віці 65 років та старші. Медіана віку мешканця становила 41,1 року. На 100 осіб жіночої статі у місті припадало 100,6 чоловіків;  на 100 жінок у віці від 18 років та старших — 100,8 чоловіків також старших 18 років.
Середній дохід на одне домашнє господарство  становив 106 193 долари США (медіана — 75 192), а середній дохід на одну сім'ю — 124 669 доларів (медіана — 84 219). Медіана доходів становила 51 635 доларів для чоловіків та 42 768 доларів для жінок. За межею бідності перебувало 2,8 % осіб, у тому числі 1,7 % дітей у віці до 18 років та 2,2 % осіб у віці 65 років та старших.
Цивільне працевлаштоване населення становило 674 особи. Основні галузі зайнятості: освіта, охорона здоров'я та соціальна допомога — 26,3 %, виробництво — 12,6 %, публічна адміністрація — 12,0 %.